# Fantozzi 2000 - La clonazione
Fantozzi 2000 - La clonazione è un film del 1999 diretto da Domenico Saverni.
La pellicola è il 10° e ultimo film della saga incentrata sulle vicende dell'impiegato Ugo Fantozzi, ideato ed interpretato da Paolo Villaggio.
È l'unico film della saga senza Gigi Reder, nel ruolo del Ragionier Filini, scomparso l'anno precedente.

## Trama
All'alba del terzo millennio, la Megaditta si trova di fronte a una crisi a causa della mancanza di soggezione dei nuovi impiegati. Si decide perciò di far tornare in vita, grazie alla biotecnologia avanzata, l'impiegato più servile di tutti i tempi: il ragionier Ugo Fantozzi. Questi ritorna in vita e dopo aver innaffiato per mesi la piantina di Balabam, riempiendosi di acqua da un orecchio e versandola dall'altro, il ragioniere è premiato dal megadirettore galattico con una missione di responsabilità: sorvegliare il suo figlio più piccolo, Adalberto Maria, un ragazzino che, secondo il padre, è una vera peste, il membro più terribile della famiglia. Preparatosi a gestire il mostro raccontatogli, Fantozzi scopre che in realtà il bambino è considerato la pecora nera della famiglia perché in realtà è dolce ed altruista, troppo buono e generoso per gli standard dei direttori aziendali. L'impiegato e il bambino sono rinchiusi in una scuola di educazione al potere, un autentico carcere dove si studiano l'abuso di potere, lo sfruttamento dei dipendenti, il sopruso, la delinquenza e l'infamia.
Il figlio si sfoga, con altri compagni, per la totale assenza dei rispettivi genitori. Uno dei ragazzini dice a Fantozzi di immaginarlo come il tipico impiegato servile: Fantozzi si intenerisce e scappa dal collegio insieme ai bambini, per portarli allo zoo. Uno dei ragazzi, mosso a compassione, apre il recinto, liberando un elefante, perché il vederlo prigioniero in cattività gli ricordava la reclusione di lui e dei suoi compagni in quel collegio-carcere. I ragazzini, creduti per questo dei teppisti, finiscono tutti in questura per venire poi  recuperati dai delegati dei genitori, mentre il Balabam junior è raggiunto da Fantozzi, che dice di esserne il padre e dichiara di non voler più condurre una vita dissoluta in modo da poter finalmente rimanere accanto al figlio. Il bambino viene poi accompagnato dallo zio cardinale, un'altra "pecora nera" della famiglia, ma viene scoperto da Balabam, che lo punisce con ben trentanove frustate (oltre alle trentotto non in sua presenza).
La "febbre" da SuperEnalotto imperversa ormai in tutta Italia. Fantozzi decide di giocare un sistemone in società con alcuni ex-colleghi, tra i quali la signorina Silvani. Dopo molte settimane di gioco senza aver vinto nulla, gli ex-colleghi mandano Fantozzi ed il suo sistemone a quel paese. Fantozzi nel frattempo ha dovuto vendere tutto il mobilio, rinunciando persino al riscaldamento per trovare i soldi da poter giocare. La moglie Pina va in ricevitoria a fare la giocata, ma all'ultimo momento decide di non giocare il sistema, spronata anche da un ubriacone nelle vicinanze, raccontando però al marito di averlo giocato regolarmente. Ovviamente Fantozzi fa 6 e vince: mentre esulta per la gioia, Pina è sul punto di svenire. Alla fine, mentre Fantozzi è andato a prendere dello champagne, Pina scrive un biglietto in cui confessa al marito la triste verità. Arriva però in casa Fantozzi la signorina Silvani, convinta ormai che Fantozzi sia miliardario e ben decisa ad andare a convivere con lui.
Fantozzi realizza il sogno di una vita, ma è costretto ad affittare un castello già residenza di papa Bonifacio VIII da un macellaio e a soddisfare i mille capricci della Silvani a suon di cambiali. La signorina Silvani, però, vuole essere solo servita e riverita  e si rifiuta di essere una brava donna di casa come Pina, che il ragioniere inizia ben presto a rimpiangere. Quando i creditori delle cambiali firmate da Fantozzi reclamano il pagamento, la Silvani scopre tutto e se ne va. Fantozzi torna dunque a casa venendo raggiunto dalla Pina, e i due tornano insieme come al solito.
A casa Fantozzi arriva la mostruosa nipote Uga, ormai diciassettenne, affidata ai due coniugi dai rispettivi genitori Mariangela e Bongo. I nonni scoprono che la ragazza è infatuata di un certo Alex, uno spogliarellista. Uga si presenta al suo spettacolo ma i nonni la seguono e Fantozzi è costretto a vestirsi da donna per entrare nel locale e cercare la nipote, la quale verrà malamente respinta dallo spogliarellista e paradossalmente il giovane coinvolge il protagonista travestito da donna in un momentaneo gioco erotico. Uga, che capisce di non essere all'altezza del suo amato si mette a frignare e quando il nonno cerca di difenderla, questi viene cacciato via dallo spogliarellista, che gli tira dietro uno scarpone puzzolente e quest'ultimo diverrà un regalo per Uga da abbinare a quello opposto, già in possesso della mostruosa ragazza, talmente innamorata da gradire l'odore ripugnante di queste due calzature.
Per il Capodanno del 2000 i coniugi Fantozzi ricevono inaspettatamente un invito a una gran gala, organizzata dalla contessa Serbelloni Mazzanti Vien dal Mare. L'invito era destinato al dottor Ugo Fantocci, ma Fantozzi lo ritiene destinato a lui, credendo che, come al solito, avessero storpiato il suo cognome e che dottore fosse un titolo attribuitogli perché, come dice a Pina, che gli fa notare di essere ragioniere e non dottore, "ormai siamo tutti dottori". Al Gran Galà, al quale non mancheranno le consuete gaffe di Fantozzi, i due siedono al tavolo d'onore con la Contessa. Vengono servite delle grandi mozzarelle di bufala che però non bastano per tutti gli ospiti, così si scatena una rissa. A fine festa raggiunge il luogo il dottor Ugo Fantocci, il vero destinatario dell'invito, così i coniugi Fantozzi sono costretti a fuggire e vengono rincorsi da tutti gli invitati e persino dalla Contessa madre, alla quale viene servito da bere un tè con pasticche di viagra, accidentalmente cadute nella tazza a causa di una svista dello chef, che la fanno diventare una ninfomane in cerca di uomini, il cui primo visto dall’ultranziana è lo stesso Ugo. La fuga dura fino ad un porticciolo, dove trovano una barca con cui si allontanano, finendo però su un'isola. La Contessa ultracentenaria li segue intanto nuotando nel mare ma viene salvata da un gruppo di marinai, stuprandoli, che affondano però con la nave. 
Il ragioniere chiede a Pina di andare a comprare due fucili, con l'intenzione di suicidarsi, sperando che in qualche altra galassia esista almeno un mondo che sia felice. Poco dopo, i coniugi Fantozzi, credendo si tratti di una normale stella cadente che sfreccia nel cielo, vedono sopraggiungere in realtà un'astronave con a bordo un alieno (somigliante a Fantozzi nell'abbigliamento da ragioniere), che afferma che sono molti anni che cerca un mondo felice e che, data la sua veneranda età, la Terra è l'ultimo pianeta dove ha la possibilità di trovare la felicità. Fantozzi gli riferisce che la Terra non lo è affatto e l'alieno si rattrista; cosicché Fantozzi chiede alla moglie di comprare tre fucili anziché due.

## Produzione

### Cast
Questo è l'unico film della serie cinematografica di Fantozzi in cui non compare il personaggio del ragionier Filini, poiché l'attore Gigi Reder morì prima delle riprese del film (a lui dedicato). Dodi Conti sostituisce inoltre Maria Cristina Maccà nell'interpretazione di Uga, la mostruosa nipote di Fantozzi. Nonostante il ritorno di Fabio Frizzi (già compositore dei primi due film della serie), il film vide l'abbandono anche di gran parte del cast tecnico dei precedenti episodi. In particolare, mancano alla sceneggiatura Leonardo Benvenuti, Piero De Bernardi e Villaggio stesso, autori degli script di tutti i film precedenti.
Rilevanti anche le assenze di Neri Parenti e Sergio Montanari, regista e montatore della serie dal 1980 (e qui sostituiti rispettivamente dall'esordiente Saverni e da Raimondo Crociani). Guerrino Crivello in questo film riprende il ruolo del ragionier Colsi, che aveva già interpretato nel 1980 nel terzo film della saga, Fantozzi contro tutti. Il poliziotto marito del commissario è in realtà Domenico Saverni, regista e sceneggiatore del film. Nel cast è presente Mauro Vestri, nel ruolo di un ex collega di Fantozzi. Lo stesso attore, ne Il secondo tragico Fantozzi del 1976, ricopriva il ruolo del Professor Guidobaldo Maria Riccardelli, direttore di Fantozzi e fanatico cinefilo che obbligava i dipendenti a partecipare al cineforum aziendale, dove venivano proiettati i grandi classici del cinema tra cui La corazzata Potëmkin e in Fantozzi - Il ritorno del 1996 interpretava il ruolo del pubblico ministero.

### Riprese
Le riprese del film si sono svolte nell'estate del 1999.

## Distribuzione
Il film è uscito in Italia il 24 dicembre 1999, vigilia di Natale, precedente all'arrivo, come detto, dell'anno 2000.

## Accoglienza

### Incassi
Il film non ebbe lo stesso successo delle precedenti pellicole sul ragionier Fantozzi ponendo così termine alla saga iniziata nel 1975.